# Pazña (gemeente)
Pazña is een gemeente (municipio) in de Boliviaanse provincie Poopó in het departement Oruro. De gemeente telt naar schatting 6.067 inwoners (2018). De hoofdplaats is Pazña.